# Rinderbrust

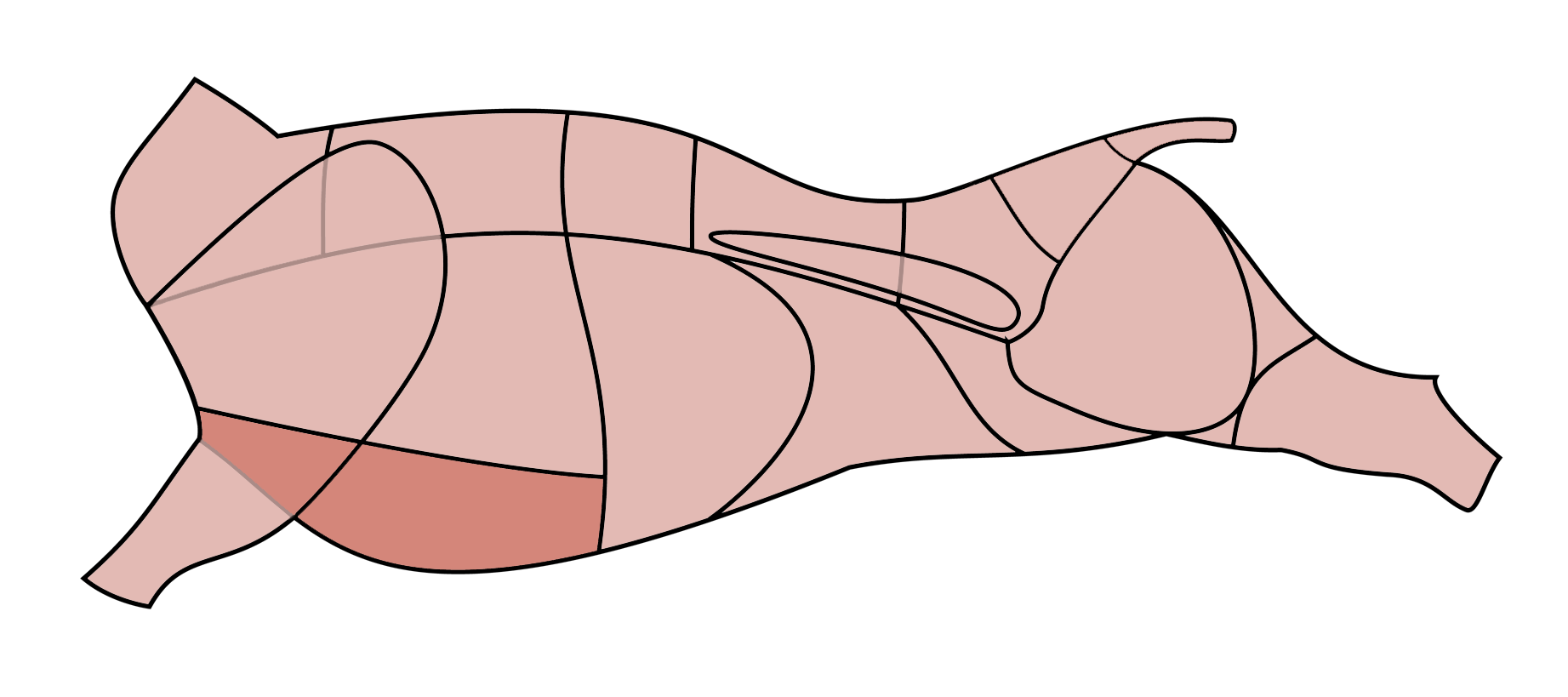
Rinderbrust

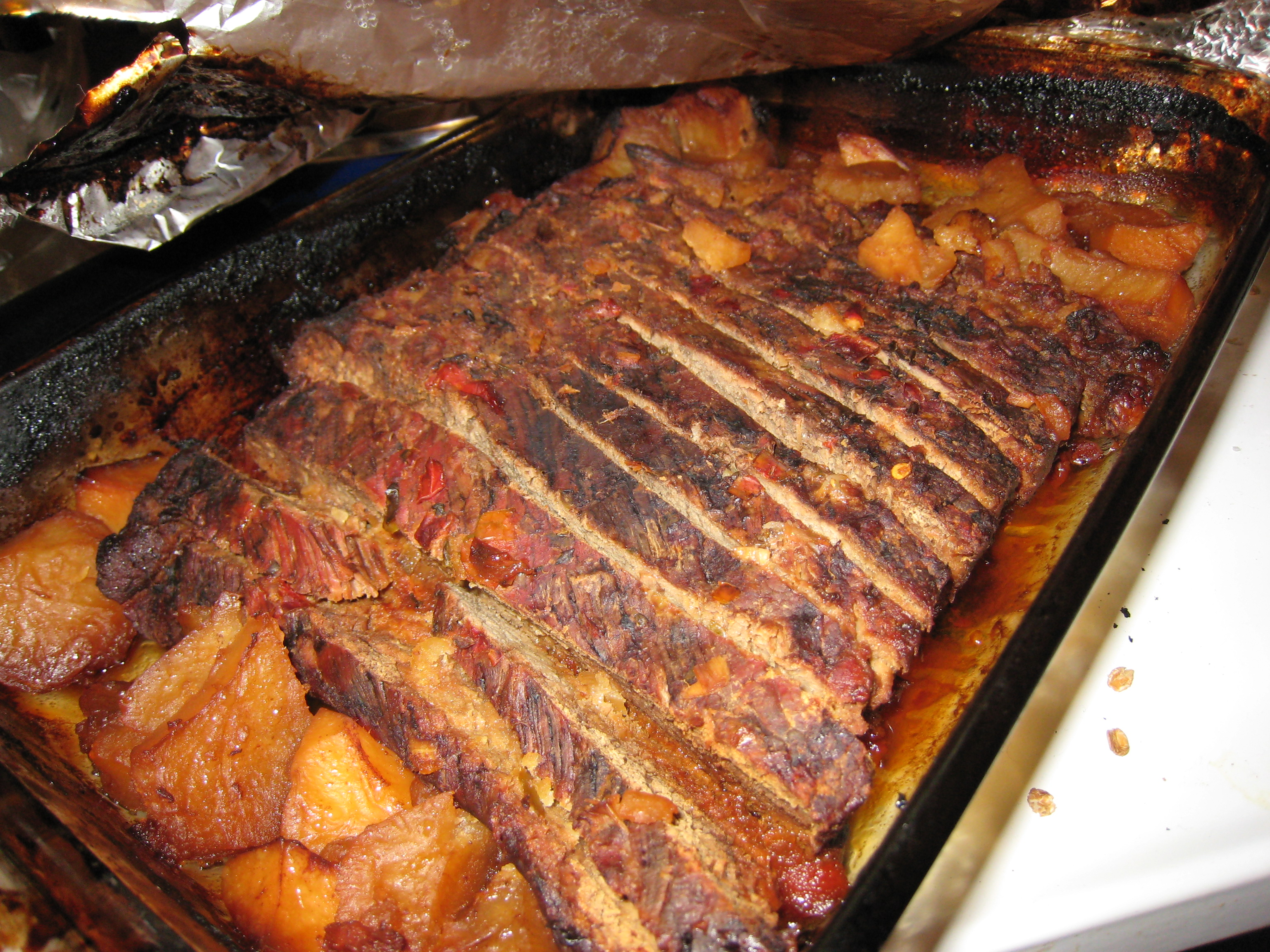
Gebratene Rinderbrust

Die Rinderbrust ist in der Kochkunst bzw. im Fleischer-Gewerbe ein mäßig durchwachsenes, langfaseriges Teilstück des Vorderviertels vom Rind. Sie liegt unterhalb der Querrippe, von der sie quer zu den Rippen abgesägt wird. Die Form ist vorne schmal und hoch, hinten flach und breit. Sie wird in drei etwa gleich große Teile unterschieden: Vorne liegt – schmal, fleischiger und knochenärmer als die übrigen Teile – die Brustspitze oder das Brustbein. Der Brustkern oder die Mittelbrust ist stärker durchwachsen, mit einer dicken Fettschicht überzogen und von kräftigerem Geschmack. Die hinten gelegene Nachbrust ist der dünnste und breiteste Teil.
Rinderbrust wird mit oder ohne Knochen, frisch oder gepökelt angeboten. Sie dient als Kochfleisch in Brühen, Suppen und Eintöpfen oder als Grundlage regionaler Spezialitäten. Die entbeinte Nachbrust wird auch als Rollbraten verwendet.
Große Bedeutung hat Rinderbrust als Grundlage von Corned Beef, da sie sich gut zum Pökeln eignet, jedoch unzerkleinert wegen der langen Muskelfasern nur schlecht verzehrt werden kann. In dieser Form gehört sie zu den Grundzutaten des Labskaus.

## Klassische Gerichte aus Rinderbrust
- Rinderbrust Berliner Art: gekochte, entbeinte Rinderbrust mit Meerrettichsauce
- Rinderbrust Bristol: gekochte, gerollte Rinderbrust mit Meerrettichsauce
- Poitrine de boeuf salée: gekochte Rinderpökelbrust mit Kartoffeln, Wurzelgemüse und geriebenem Meerrettich.
- Pastrami
- Beef Brisket: im Barbecue-Smoker heißgeräuchertes Kernstück der Rinderbrust und klassischer Bestandteil des amerikanischen Barbecue